# Jordanów Śląski (gmina)
Pour la localité, voir Jordanów Śląski.
Jordanów Śląski est une gmina rurale du powiat de Wrocław, Basse-Silésie, dans le sud-ouest de la Pologne. Son siège est le village de Jordanów Śląski, qui se situe environ 32 km au sud de la capitale régionale Wrocław.
La gmina couvre une superficie de 56,62 km2 pour une population de 3 018 habitants.

## Géographie
La gmina est bordée par les gminy de Borów, Oława, Siechnice, Strzelin, Wiązów et Żórawina.
La gmina contient les villages de Biskupice, Dankowice, Glinica, Janówek, Jezierzyce Wielkie, Jordanów Śląski, Mleczna, Piotrówek, Popowice, Pożarzyce, Tomice, Wilczkowice et Winna Góra.